# Cromlech du Gros Chail
Le Cromlech du Gros Chail est un site mégalithique de Charente-Maritime, sur la commune de Lorignac.
L'édifice est mentionné au départ vers l'année 1845 par le docteur Honoré Chapparre (1805-1879), médecin à Saint-Fort-sur-Gironde. Le 9 octobre 1862, Chapparre conduit vers le site l'abbé Pierre-Damien Rainguet qui indique que trois pierres seulement restent encore debout, la plus forte étant désignée dans le pays sous le nom de « Gros Chail ». Le docteur Chapparre lui affirme qu'il a vu le monument dans un état presque entier de conservation vers l'année 1845, avant que les pierres aient été renversées en grande partie pour l'empierrement des chemins. C'était peut-être, à l'origine, une sorte de cromlech de six mètres de diamètre formé de pierres plantées debout et rangées circulairement. 
En 2017, ce qui subsiste du Gros Chail est une grosse pierre plantée dans le sol d'une élévation hors-sol d'environ 1,50 m. 